# Agnés de Zator
Agnés de Zator (em polonês/polaco:  Agnieszka Zatorska; antes de 1490 – após 1505) foi uma princesa polaca membro da Casa de Piast no ramo Zator e duquesa de Wadowice durante o período de 1494-1503.
Era a única filha do duque Władysław de Zator pela sua mulher Anna.

## Vida
Após a morte do seu pai em 1494, Agnés herdou Wadowice de acordo com a sua vontade, embora oficialmente o seu tio Jan V tenha assumido a totalidade do governo sobre todo o Ducado de Zator, que fora reunificado sob o seu domínio.
Agnés recebera Wadowice apenas como posse de terra, sem qualquer poder; contudo, na prática era chamada de "Soberana Duquesa de Wadowice".
Após nove anos de reinado, em 1503 o Rei Alexandre da Polônia concedeu Wadowice a Piotr Myszkowski de Mirów. Agnés lutou pela sua herança, mas no ano seguinte (1504) o Rei confirmou a posse de Wadowice a Piotr.
Agnés casou-se antes de 1504 com Jan Kobierzycki, Conde de Tworkow e Kobierzyn. Tiveram um filho.